# Drupadia alcyma
Drupadia alcyma är en fjärilsart som beskrevs av Riley 1945. Drupadia alcyma ingår i släktet Drupadia och familjen juvelvingar. Inga underarter finns listade i Catalogue of Life.